# Linyphia cylindrata
Linyphia cylindrata là một loài nhện trong họ Linyphiidae.
Loài này thuộc chi Linyphia. Linyphia cylindrata được Eugen von Keyserling miêu tả năm 1891.